# شون ماكان
شون ماكان هو ممثل كندي، ولد في 24 سبتمبر 1935 بوندسور في كندا. من الجوائز التي نالها جائزة إيرل غراي ‏ سنة 1989.

## أعمال

### أفلام
- (1991) الغداء العاري
- (1994) المحاصرون في الجنة
- (2004) ميركال[5][6][7]

## جوائز
- جائزة إيرل غراي [الإنجليزية]‏ (1989)

## وصلات خارجية
- شون ماكان على موقع IMDb (الإنجليزية)
- شون ماكان على موقع ميوزك برينز (الإنجليزية)
- شون ماكان على موقع أول موفي (الإنجليزية)
- شون ماكان على موقع قاعدة بيانات الأفلام السويدية (السويدية)
- شون ماكان على موقع إن إن دي بي (الإنجليزية)
- شون ماكان على موقع قاعدة بيانات الفيلم (الإنجليزية)